# Ácido silicotúngstico
O ácido silicotúngstico ou ácido tungstosilícico é um heteropoliácido com a fórmula química H
4[SiW
12O
40]
. Ele forma hidratos H
4[SiW
12O
40]
·nH
2O
. Em amostras recém-preparadas, n é aproximadamente 29, mas após dessecação prolongada , n = 6. É um sólido branco, embora amostras impuras pareçam amarelas. É solúvel em água, etanol, éter e outros solventes orgânicos polares. É usado como catalisador na indústria química.

## Aplicações
O ácido silicotúngstico é um catalisador muito eficiente para várias sínteses químicas na indústria, além do heteropoliácido mais utilizado industrialmente. Sua propriedade catalítica advém principalmente de sua forte acidez e estabilidade térmica, sendo útil para catálise homogênea ou heterogênea, neste último caso suportado sobre um substrato de um composto tal como a sílica gel. Entre outras aplicações, é usado para fabricar acetato de etila pela alquilação do ácido acético pelo etileno:
C
2H
4 + CH
3CO
2H → CH
3CO
2C
2H
5
Também foi comercializado para a oxidação de etileno em ácido acético:
C
2H
4 + O
2 → CH
3CO
2H
Esta rota é reivindicada como "mais verde" do que a carbonilação de metanol. O heteropoliácido é disperso em gel de sílica a 20-30% em peso para maximizar a capacidade catalítica.

Também foi proposto recentemente como um mediador na produção de hidrogênio por meio da eletrólise da água por um processo que reduziria o perigo de explosão, ao mesmo tempo que permitiria a produção eficiente de hidrogênio em baixas densidades de corrente, propícia à produção de hidrogênio usando energia renovável.

## Síntese e estrutura
O ácido livre é produzido pela combinação de silicato de sódio e trióxido de tungstênio seguido do tratamento da mistura com ácido clorídrico. O cluster polioxo adota uma estrutura de Keggin, com simetria de grupo pontual Td.

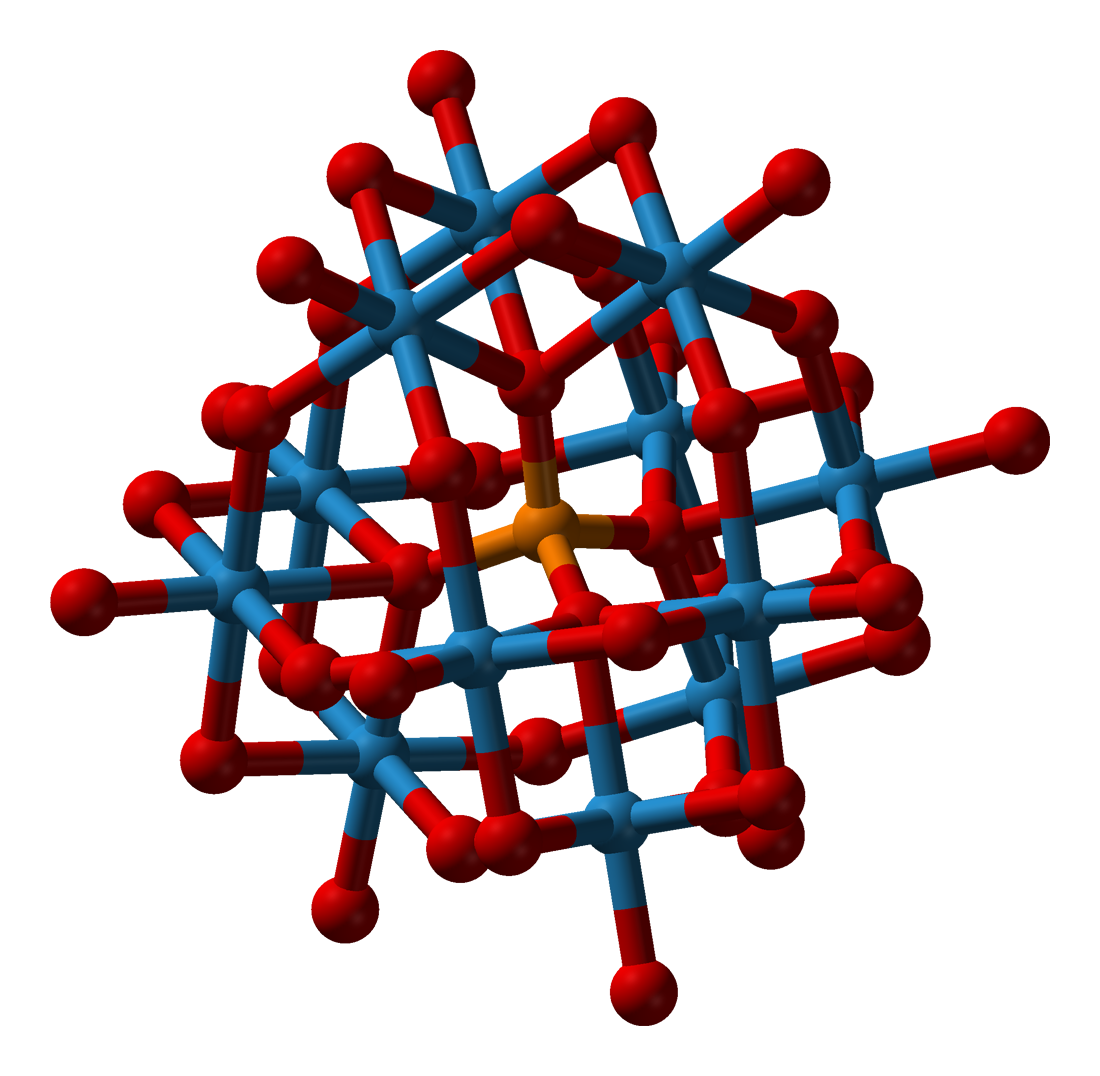
Estrutura de Keggin do ânion silicotungstato.

Esse ácido é um complexo de coordenação com uma estrutura complexa notável conhecida como estrutura de Keggin, em homenagem ao seu descobridor, o químico James F. Keggin.
A estrutura tem simetria tetraédrica completa e é composta de um heteroátomo (no caso o silício) cercado por quatro átomos de oxigênio para formar uma estrutura tetraédrica. Esses quatro oxigênios que coordenam o silício central também estão ligados, cada um, a três átomos de tungstênio. Os tungstênios na estrutura possuem todos coordenação octaédrica e estão cercados, cada um, por seis oxigênios. O heteroátomo está localizado centralmente e enjaulado por 12 unidades octaédricas WO
6
 ligadas entre si por átomos de oxigênio compartilhados. Há um total de 24 átomos de oxigênio em ponte que ligam os átomos de tungstênio vizinhos entre si, além de doze átomos de oxigênio terminais ligados a cada cento de tungstênio (oito deles como grupos =O duplamente ligado, e quatro deles como –OH no ácido ou –O- no ânion). Os centros metálicos nos 12 octaedros estão dispostos em uma esfera quase equidistante um do outro, em quatro unidades W
3O
13
, dando à estrutura completa uma simetria tetraédrica geral. Os octaedros são ligeiramente distorcidos. A carga negativa do ânion está amplamente deslocalizada por toda a estrutura.

## Reações
O ácido silicotúngstico tem uma força ácida comparável à do ácido sulfúrico, sendo, portanto, um ácido forte. Sendo um ácido, ele pode reagir com bases para formar sais chamados silicotungstatos. O sal de amônio, (NH
4)
4[SiW
12O
40]
, é pouco solúvel em água.
Esse composto é um agente oxidante suave e pode ser reduzido por compostos redutores produzindo um composto de cor azul intensa, o qual é um tipo de azul de tungstênio. Esse produto é um composto de valência mista contendo o tungstênio em ambos os estados de oxidação +6 e +5, e sua cor se deve às transições de transferência de carga de intervalência entre os átomos de WV e WVI.
[SiW
12O
40]4–
 + 4e- {\displaystyle \rightleftharpoons } [SiW
12O
40]8–

O ácido silicotúngstico pode sofrer decomposição em meio básico extremo:
[SiW
12O
40]4– + 24OH–  →  SiO4–
4 + 12WO2–
4 + 12H
2O